# Davide Simoncini
Davide Simoncini (ur. 30 sierpnia 1986 w San Marino) – sanmaryński piłkarz występujący na pozycji obrońcy w SP Tre Fiori oraz w reprezentacji San Marino.

## Kariera
Jest bratem bliźniakiem Aldo Simonciniego, również piłkarza. Karierę na poziomie seniorskim rozpoczął w sezonie 2005/06 w AC Libertas, z którym zdobył Puchar San Marino. Następnie grał we włoskich zespołach z niższych kategorii rozgrywkowych: USD Santa Giustina, Valleverde Riccione FC oraz Torconca Cattolica. W 2011 roku powrócił do AC Libertas. W 2020 roku został zawodnikiem SP Tre Fiori. W reprezentacji San Marino zadebiutował wraz z bratem Aldo 16 sierpnia 2006 w meczu towarzyskim z Albanią (0:3).

## Sukcesy
AC Libertas
- Puchar San Marino: 2006, 2013/14